# ويليام جونز (سياسي)
ويليام جونز (بالإنجليزية: William Jones)‏  (و. 1809 – 1873 م) هو ممثل مسرحي، سياسي، وساعاتي، ولد في أستراليا، توفي في أستراليا، عن عمر يناهز 64 عاماً.